# امبالاپاتو
امبالاپاتو (به انگلیسی: Ambalapattu) یک منطقهٔ مسکونی در هند است که در تامیل نادو واقع شده‌است.